# Temps d'arribada
EL temps d'arribada (TOA o ToA) és l'instant de temps absolut en què un senyal de ràdio que emana d'un transmissor arriba a un receptor remot. El període transcorregut des del moment de la transmissió (TOT o ToT) és el temps de vol (TOF o ToF). La diferència horària d'arribada (TDOA ) és la diferència entre els TOA. El concepte es pot aplicar tant amb la modulació IEEE 802.15.4a CSS com amb la modulació IEEE 802.15.4aUWB.

## Ús
Molts sistemes de radiolocalització utilitzen mesures TOA per realitzar geoposicions mitjançant multilateració de rang real. L'interval o distància real es pot calcular directament a partir del TOA quan els senyals viatgen amb una velocitat coneguda. TOA de dues estacions base reduirà una posició a un cercle de posició; Calen dades d'una tercera estació base per resoldre la posició precisa en un únic punt. Les tècniques de TDOA com la multilateració de pseudorang utilitzen la diferència de temps mesurada entre els TOA.

## Formes de sincronització
Igual que amb TDOA, la sincronització de l'estació base de xarxa amb les estacions de referència de localització és important. Aquesta sincronització es pot fer de diferents maneres:
- Amb rellotge síncron exacte als dos costats. La imprecisió en la sincronització del rellotge es tradueix directament en una ubicació imprecisa.
- Amb dos senyals que tenen una velocitat diferent. El so que va fins a un llamp funciona d'aquesta manera (velocitat de la llum i velocitat del so).
- Mitjançant mesurament o activació des d'un punt de referència comú.
- Sense sincronització directa, però amb compensació de les diferències de fase del rellotge,[3]

## Amb dos sentits
L'abast bidireccional és un mètode cooperatiu per determinar l'abast entre dues unitats transceptores de ràdio. Quan la sincronització dels oscil·ladors dels transmissors implicats no és viable, per tant, els rellotges difereixen, l'aplicació de la mesura com un viatge de dues vies cap al receptor i reflectida de tornada al transmissor compensa algunes de les diferències de fase entre els oscil·ladors implicats. Aquest concepte s'aplica amb el concepte de sistema de localització en temps real (RTLS) tal com es defineix a l'estàndard internacional ISO/IEC FCD 24730-5.